# Liste von Baumaschinen und Baugeräten
Baumaschinen, auch als Baugeräte bezeichnet, sind stationäre, semimobile oder mobile Maschinen, die mit Verbrennungsmotoren oder Elektromotoren (elektrischen Baumaschinen), früher auch Dampfmaschinen, angetrieben werden und mit denen Baustoffe be- und verarbeitet, Bauhilfsstoffe transportiert und Bauaufgaben ausgeführt werden. Sie werden sowohl im Bauhaupt- als auch im Baunebengewerbe eingesetzt. Die in der Bauwirtschaft für die Kalkulation von Bauleistungen gebräuchliche Baugeräteliste enthält ein umfassendes Verzeichnis der Baumaschinen und -geräte. Viele Baumaschinen lassen sich nicht nur dem Bauwesen zuordnen, weil sie neben ihrem Einsatz in der Bauwirtschaft auch in der Gewinnungsindustrie (Bergbau oder Tagebau), in der Landwirtschaft, im Deponiebetrieb sowie in weiteren Industriezweigen verwendet werden.
Diese Liste von Baumaschinen und Baugeräten eröffnet einen Überblick über die Vielfalt von Baumaschinen und Baugeräten der Gegenwart und nennt deren typische Einsatzgebiete. Die Entwicklungsgeschichte einzelner Baumaschinen wird im jeweiligen Artikel erläutert. Kleingeräte, Bauhilfsstoffe (Schalung und Gerüste) oder Werkzeuge sowie Gleisbaugeräte und Wasserbaufahrzeuge sind nicht Teil dieser Liste. Auch Bergbaumaschinen, wie Schaufelradbagger, werden nicht in der Liste erwähnt.

## Klassifikation

### Erdbaugeräte
Die Erdbaugeräte dienen zum Lösen, Laden, Transportieren, Einbauen und Verdichten von Erdmassen oder Schüttgütern auf kurzen Strecken. Für die Arbeit im Erdbau sind die Geräte mit unterschiedlichen Fahrwerken und Anbaugeräten ausgestattet. Die Bauart ist abhängig von dem anstehenden Bodenmaterial und dessen Lösbarkeit. Des Weiteren beeinflussen Förderstrecke und Tragfähigkeit des Fahrweges die Maschinenwahl. Einige Geräte sind universell verwendbar, sodass ihr Einsatz über den Erdbau hinaus in andere Aufgabengebiete reicht. Grundsätzlich wird zwischen Stand-, Fahr- und Flach- und Saugbaggern unterschieden.

#### Standbagger
Im Unterschied zum Fahrbagger dient der Standbagger fast ausschließlich zum Heben und Bewegen von Material im Standbereich des Baggers und nicht zugleich auch zum Transport des Materials. Die typische Bauform ist der auf dem Unterwagen schwenkbare Oberwagen mit der Fahrerkabine. Fördervorgänge sind nur über sehr kurze Strecken wirtschaftlich, da Fahrgeschwindigkeit und Fördermenge gering sind.
Nach Art der Fortbewegung unterscheidet man
- Schreitbagger verfügen über mehrere hydraulisch angesteuerte Ausleger (Beine), mit deren Hilfe der Bagger sich auch in unwegsamem Gelände bewegen kann.
- Raupenbagger bzw. Kettenbagger bewegen sich auf einem Kettenfahrwerk.
- Als Mobilbagger werden oft Bagger bezeichnet, die sich auf Reifen fortbewegen und so eine Geschwindigkeit von bis zu 40 km/h erreichen können.

| Geräteart       | Beschreibung | Bild |
| --------------- | --- | ---- |
| Hydraulikbagger | Hydraulikbagger gibt es in vielen verschiedenen Baugrößen und Leistungsklassen. Mit unterschiedlichen Fahrwerken (Raupen-, Rad- oder Zweiwegefahrwerk) und vielfältigen Arbeitseinrichtungen eignet sich dieses Gerät für nahezu jede Geländeform und Bauaufgabe. Das Gerät besteht aus einem Unterwagen mit dem Fahrwerk und einem schwenkbaren Oberwagen mit dem Fahrerhaus und der Arbeitseinrichtung (Ausleger mit einem Anbaugerät, zum Beispiel mit einem Grabgefäß). |      |
| Seilbagger      | Seilbagger werden sowohl mit Raupen- als auch mit Radfahrwerk hergestellt und eignen sich für den Einsatz im Bagger- und Kranbetrieb sowie bei der Materialförderung und als so genanntes Trägergerät für Spezialtiefbauaufgaben. Das Gerät ist ähnlich aufgebaut wie der Hydraulikbagger, arbeitet jedoch mit Hilfe einer Seilwinde. Als Arbeitseinrichtung dient beim Seilbagger ein Gittermast mit Grabwerkzeug (Schleppschaufel oder Greifer) oder ein Trägermast mit Anbaugeräten (Ramm-, Zieh- und Bohrgeräte). |      |
| Schreitbagger   | Der Schreitbagger besitzt eine ähnliche Funktionsweise wie der Hydraulikbagger, er ist jedoch mit Schreitbeinen ausgestattet. Mit diesen Schreitbeinen kann das Gerät in unwegsamem oder steilem Gelände arbeiten. Dabei kann der Geräteführer jedes Schreitbein einzeln steuern. Für einen raschen Ortswechsel des Gerätes in flachem Terrain sind an den Schreitbeinen absenkbare Räder angebracht. |      |
| Minibagger      | Der Minibagger mit Raupen- oder Radfahrwerk besitzt äußerst geringe Abmessungen sowie ein geringes Betriebsgewicht und ist daher für Bauaufgaben mit stark eingeengten Platzverhältnissen geeignet. Neben seiner Verwendung im Garten- oder Grabenbau kann sich der Minibagger auch innerhalb von Gebäuden ohne Probleme fortbewegen und arbeiten. Die Leistungsfähigkeit ist aufgrund der geringen Größe jedoch eingeschränkt. |      |
| Kompaktbagger   | Der Kompaktbagger befindet sich hinsichtlich der Baugröße und Leistungsfähigkeit zwischen dem Minibagger und dem konventionellen Hydraulikbagger. Der Oberwagen ist oft so konzipiert, dass er geschwenkt werden kann, ohne über den Unterwagen hinauszuragen. In diesem Fall wird er auch als Hüllkreisbagger bezeichnet, was jedoch nur bei wenigen Fällen vorkommt. Weitaus häufiger ist der sogenannte Zero-Tail-Bagger. Bei diesen Geräten ist das Heck so ausgebildet, dass es beim Schwenken nicht über den Unterwagen hinausragt und der Ausleger durch den Seitenversatz nur wenig über den Unterwagen hinausragt. Zero-Tail-Bagger gibt es mittlerweile bei fast allen Herstellern mit einem Gewicht von 1,5 bis 30 Tonnen. Ähnlich dem Hydraulikbagger steht eine Vielzahl von Anbaugeräten zur Auswahl. |      |
| Teleskopbagger  | Der Teleskopbagger ist eine Abwandlung des Hydraulikbaggers. Er gleicht ihm in Aufbau und Leistung, besitzt jedoch statt einem starren Ausleger einen Teleskopausleger. Durch dieses Bauteil erweitert sich der Aktionsradius des Gerätes gegenüber einem Gerät mit Standardausleger wesentlich. |      |
| Abbruchbagger   | Abbruchbagger sind auf den Rückbau großer Bauwerke wie Brücken, Hochhäuser, Kühltürme ausgelegt. Sie arbeiten in Höhen von bis zu 60 Metern und führen dabei schweres Anbaugeräte. Durch verstärkte Kippkabinen, Teleskop-Ausleger, Kontergewichte und Spezial-unterwägen sind sie die schwersten Standbagger. Dies ermöglicht ihnen höhere größere Reichweite bei späterem Kipppunkt. |      |

#### Fahrbagger
Im Gegensatz zum Standbagger ist der Fahrbagger nur durch die Bewegung der gesamten Maschine zur Verrichtung seiner Arbeitsaufgaben in der Lage. Er ist für Transporte über kurze Distanzen geeignet. Ausschlaggebend für die Wirtschaftlichkeit beim Transport sind u. a. das Beschleunigungsvermögen, die Endgeschwindigkeit sowie das Ladevolumen.
| Geräteart    | Beschreibung | Bild |
| ------------ | --- | ---- |
| Radlader     | Dieses Universalgerät kann mit Hilfe verschiedener Anbaugeräte Erdreich und Schüttgüter lösen, laden und einbauen sowie über mittlere Distanzen fördern. Die Anbaugeräte können mit einer Schnellwechseleinrichtung rasch gewechselt werden. Je nach Bauaufgabe steht eine Vielzahl von Radladerbaugrößen und Leistungsklassen zur Auswahl. Die Maschine kann entweder einen starren Rahmen mit Radlenkung oder einen geteilten Rahmen mit Knicklenkung besitzen. Bei der Schaufelkinematik unterscheidet man die Parallel- und die Z-Kinematik. Eine Sonderbauform stellt der Schwenkschaufellader dar, dessen Arbeitseinrichtung nach beiden Seiten geschwenkt werden kann. |      |
| Baggerlader  | Dieses Mehrzweckgerät ist eine Kombination zwischen konventionellem Hydraulikbagger und Radlader. Dieses überwiegend im Graben- und Rohrleitungsbau eingesetzte Gerät wird dabei vollständig vom Fahrerhaus bedient, der Fahrersitz kann je nach Arbeitsrichtung gedreht werden. Um die Stabilität zu verbessern sind am Heck zwei hydraulische Abstützungen angebracht. Zusätzlich ist die Heckbaggereinrichtung seitlich mit Hilfe eines Schlittens verschiebbar. |      |
| Laderaupe    | Die Laderaupe ähnelt der Planierraupe, besitzt jedoch an der Front eine Ladeschaufel. Am Heck kann ein Einzel- oder Mehrzahnaufreißer angeordnet sein. Der Motor liegt im hinteren Teil der Maschine und dient so als Gegengewicht zur aufgenommenen Ladung. Der Raupenlader ist im Gegensatz zum Radlader in wenig tragfähigen Böden durch den geringen Flächendruck der Kettenlaufwerke einsatzfähig. Zudem kann er dicht gelagerte Böden besser lösen und laden. |      |
| Kompaktlader | Der Kompaktlader (engl.: Skid-Steer) wird zu ähnlichen Aufgaben wie ein Radlader eingesetzt, kann aber vergleichbar den Minibaggern aufgrund der geringen äußeren Abmessungen und des niedrigen Betriebsgewichts auch unter stark eingeengten Platzverhältnissen oder in Gebäuden eingesetzt werden. Für Kompaktlader ist ebenfalls eine große Vielfalt an Anbaugeräten verfügbar, die auch Geräte für Warenumschlag, Landwirtschaft (Hoflader), Gartenbau oder Reinigungszwecke mit einschließt. |      |

#### Flachbagger
Flachbagger arbeiten im Flachab- bzw. -auftrag und einige Geräte sind zum Teil für den Materialtransport über weitere Distanzen ausgelegt. Wie beim Fahrbagger ist zum Lösen und Fördern die Bewegung des gesamten Gerätes erforderlich. Flachbagger besitzen eine hohe Motorleistung und erreichen zum Teil mittlere bis hohe Endgeschwindigkeiten.
| Geräteart        | Beschreibung | Bild |
| ---------------- | --- | ---- |
| Planierraupe     | Dieses Baugerät eignet sich für Planierarbeiten und Förderung von Erdreich über kurze Strecken. Zu diesem Zweck wurden Planierraupen in verschiedenen Größen- und Leistungsklassen entwickelt. Je nach Anforderung stehen dabei verschiedene (Planier)Schild-Typen zur Verfügung, des Weiteren kann am hinteren Ende ein Einzel- oder Mehrzahnheckaufreißer angebracht sein. Das Kettenlaufwerk wird in Standard-Bauart oder als Delta-Laufwerk ausgeführt. |      |
| Grader           | Die auch Erd- oder Straßenhobel genannte Maschine ist für genaue Planierarbeiten optimiert. Der Hauptschild (die Schar) ist vielseitig hydraulisch beweglich (Lage, Höhe, seitliches Ausschwenken) und vor allem mittig unter dem Fahrzeug mit langem Radstand angeordnet, so dass sich das Überfahren von Bodenunebenheiten erheblich weniger auswirkt als bei einem Frontschild. Durch eine Kombination von Vorderachs- und Knicklenkung können die meisten Grader im Hundegang arbeiten und so das Planum spurfrei halten. Zum Vorplanieren kann ein Frontschild, für das Lösen fester Böden ein Heckaufreißer angebracht werden. |      |
| Schürfzug        | Der Schürfzug (auch Schürfkübelwagen oder Scraper genannt) nimmt Erdreich im Flachabtrag auf und kann dieses über weite Distanzen wirtschaftlich fördern. Je nach Lösbarkeit des Bodens können verschiedene Wagentypen eingesetzt werden. Man unterscheidet den Doppelmotor-, Elevator- oder den Schneckenschürfwagen. Bei besonders schwer lösbaren Böden kann eine Schubraupe den Schürfwagen anschieben. Auch eine Kombination von zwei Schürfwägen (so genannter Push-Pull-Betrieb) oder ein Anhängeschürfwagen ist möglich. |      |
| Schürfkübelraupe | Die Schürfkübelraupe vereint die Funktion von Schürfwagen und Planierraupe, das bedeutet sie kann Erdreich lösen, laden, fördern und einbauen sowie Böden planieren. Die Transportstrecken können sich dabei über mittlere Distanzen erstrecken. Vorteilhaft ist auch die Einsatzfähigkeit auf Böden mit geringer Tragfähigkeit oder in Gewässern mit geringer Wassertiefe. So kann das Gerät mit einer speziellen Wateeinrichtung bis unter 1,8 Meter Wassertiefe arbeiten. |      |

#### Saugbagger
Saugbagger werden hauptsächlich im Wasserbau eingesetzt, bspw. zur Pflege von Häfen und Schifffahrtsstraßen oder im Sand- und Kiesabbau. Kleinere Modelle eignen sich auch für den schnellen Einsatz im Bereich von erdverlegten Versorgungsleitungen. Sie haben sich als schonendes Aushubverfahren bei Reparatur- und Sanierungsarbeiten etabliert. Statt mühevoller körperlicher Arbeit mit Schaufel und Presslufthammer, wird das Erdreich einfach aufgeschwemmt und abgesaugt. Die Auswirkungen auf die lokale Bodenfauna sind allerdings katastrophal.

### Bohr- und Schlitzwandgeräte
Für Spezialtiefbauaufgaben, darunter das Herstellen von Schlitzwänden und Bohrpfählen, sind besondere Baugeräte notwendig. Die Geräte übernehmen dabei das Lösen des Erdreichs und fördern es anschließend an die Oberfläche. Um ein Einstürzen in wenig tragfähigen Böden zu vermeiden, müssen die Geräte die Bohrlöcher und Schlitzwände während der Herstellung ausreichend abstützen. Dazu kommt im Fall des Bohrpfahls ein Rohr zum Einsatz, im Fall der Schlitzwand eine Stützflüssigkeit.
| Geräteart          | Beschreibung | Bild |
| ------------------ | --- | ---- |
| Drehbohrgerät      | Mit Hilfe des Drehbohrgerätes lassen sich verrohrte oder unverrohrte Bohrungen im Boden ausführen und das anfallende Bodenmaterial zu Tage fördern. Im Anschluss daran können je nach Erfordernis ein Bewehrungskorb eingebracht und der Bohrpfahl betoniert werden. Wurde zur Stabilisierung des Bohrlochs ein Rohr eingebracht, kann das während des Betoniervorgangs mit dem Gerät schrittweise gezogen werden (Kontraktorverfahren). Das Drehbohrgerät besteht im Wesentlichen aus dem so genannten Trägergerät und dem Mast mit Drehantrieb und Kellystange. Der Boden lässt sich mit einer Vielzahl von Werkzeugen lösen. Man unterscheidet dabei zwischen Bohrgreifern und -schnecken sowie Rollen- und Fallgewichtsmeißel und Imlochhämmer. Je nach anstehendem Boden ist ein geeignetes Bohrwerkzeug auszuwählen. Drehbohrgeräte werden heutzutage fast ausschließlich von Dieselmotoren angetrieben. Es gibt mittlerweile auch rein Batterie-elektrisch (BEV) angetriebene Drehbohrgeräte. |      |
| Schlitzwandgreifer | Für die Herstellung von Schlitzwänden werden Schlitzwandgreifer und Schlitzwandfräsen verwendet. Diese aus Trägergerät und Seilgreifer oder Seilfräse bestehenden Geräte lösen das Erdreich und fördern es zu Tage. Dabei kann ein Bentonit-Suspensionskreislauf an das Gerät angeschlossen werden, um den Schlitz temporär abzustützen. Die Schlitzwandfräse arbeitet in kontinuierlichem Betrieb, der Schlitzwandgreifer dagegen arbeitet im Taktbetrieb. |      |

### Transportgeräte
Der horizontale Transport von Erdmassen oder Schüttgütern sowie Maschinen oder Bauteilen wird mit Hilfe von verschiedenartigen Transportgeräten ausgeführt. Sie eignen sich für weite Förderstrecken, und die meisten von ihnen können ihre Ladung selbstständig abgeben. Für den Transport auf kurzen und mittleren Strecken eignen sich auch diverse Erdbaugeräte. Je nach zu bewegender Materialmenge und des Transportweges (öffentliches Straßennetz oder Privatgelände) kommen unterschiedliche Geräte in Frage. Eine weitere Möglichkeit, hier jedoch nicht weiter ausgeführt, ist der Transport mit Schienenfahrzeugen im Gleisbetrieb sowie per Schiff.
| Geräteart        | Beschreibung | Bild |
| ---------------- | --- | ---- |
| Baustellenkipper | Diese spezielle Form des Lkws besitzt eine Straßenzulassung und kann als Mehrachskipper oder Sattelzugmaschine aufgebaut sein. Es ist eine Vielzahl von Bauarten und Leistungsklassen verfügbar, die Ladefläche lässt sich je nach Ausführung nach hinten oder zur Seite entleeren. Das Beladen des Fahrzeugs erfolgt mit Hilfe von Stand- oder Fahrbaggern, die mit ihrem Ausleger über die Bordwand reichen. |      |
| Dumper           | Im Gegensatz zum konventionellen Lkw hat der Schwerkraftwagen (auch SKW oder Muldenkipper genannt) aufgrund seiner Abmessungen und seines erhöhten Gewichts in der Regel keine Straßenzulassung. Die Geräte besitzen starke Motoren und erreichen trotz ihres Gewichtes eine hohe Fahrgeschwindigkeit. Die Ladefläche lässt sich bei diesem Gerät nur nach hinten entleeren. Für das Beladen der Fahrzeuge sind ausreichend große Bagger erforderlich oder Silos, die für die Durchfahrt von Dumpern ausgelegt sind. |      |
| Vorderkipper     | Für Baustofftransporte auf Kleinbaustellen und im Garten- und Landschaftsbau kann der Vorderkipper (auch Dumper, Motor-Japaner, Muldenkipper oder Muli genannt) verwendet werden. Er besitzt vorne eine schalenförmige Ladefläche, die bei Bedarf gekippt werden kann. Hinter dieser Ladefläche befinden sich der Fahrersitz und die Bedienelemente. Größere Geräte können mit einer Knicklenkung ausgestattet sein und werden aufgrund ihrer Wendigkeit und kompakten Abmessung auch im Tunnelbau eingesetzt. |      |
| Minidumper       | Die kleinste Dumper-Ausführung, die auch mechanische Schubkarre oder Motorschubkarre genannt wird. Sie kommt überwiegend auf gewerblichen oder privaten Kleinbaustellen sowie im Garten- und Landschaftsbau zum Einsatz. Im Gegensatz zum Dumper oder Vorderkipper gibt es hier keinen Fahrersitz. Der Bediener steht entweder auf einem klappbaren Trittgitter am Fahrzeugheck oder läuft hinter dem Gerät her, um es mittels Handgriffsteuerung zu führen. Entsprechend erreichen Minidumper nur Schrittgeschwindigkeit. Je nach Hersteller erfolgt der Antrieb raupengetrieben über Gummiketten oder per Allrad-Antrieb. Die Geräte besitzen Pritsche oder Mulden, die nach vorne oder seitlich weggekippt werden können. |      |
| Förderband       | Das Förderband transportiert kontinuierlich Material sowohl über weite als auch kurze Strecken. Je nach Ausführung erreicht das Förderband unterschiedliche Fördergeschwindigkeiten. Die Schüttgüter müssen ausreichend zerkleinert sein, sodass sie auf dem Förderband Platz finden. Da der Aufwand für den Aufbau recht hoch ist, eignen sich Förderbänder in der Regel nur für Transportaufgaben, welche über einen längeren Zeitraum oder in besonders unwegsamem Gelände zu erledigen sind. |      |
| Tieflader        | Der Tieflader dient dem Transport von Baugeräten, welche aufgrund ihrer Größe oder ihres Gewichtes nicht auf öffentlichen Straßen fahren dürfen. Des Weiteren können mit ihm Bauteile oder Bauhilfsstoffe transportiert werden. Zur besseren Gewichtsverteilung werden mehrere Achsen angeordnet, die auch eigens lenkbar sein können. Gezogen wird der Tieflader von einem Lkw oder einer Zugmaschine. |      |

### Maschinen für Transport und Verarbeitung von Beton und Mörtel
Beton und Mörtel kann entweder in mobilen Mischanlagen oder in stationären Mischwerken hergestellt werden. Für den Transport zur Baustelle und zum Fördern auf der Baustelle sowie für die Betonverarbeitung steht eine Reihe von Maschinen zur Verfügung.
| Geräteart                               | Beschreibung | Bild                     |
| --------------------------------------- | --- | ------------------------ |
| Betonmischer                            | Betonmischer dienen zum Herstellen von Frischbeton. Die Bestandteile des Betons (Wasser, Gesteinskörnung, Zement und gegebenenfalls Zusatzstoffe oder Betonzusatzmittel) werden in den Mischbehälter gefüllt und gemischt. Im Mischbehälter befinden sich Mischwerkzeuge, die je nach Bauart um eine senkrechte (Tellermischer) oder um eine oder zwei waagerechte Achsen (Trogmischer) rotieren. Der fertig gemischte Beton wird durch eine Bodenöffnung entleert. Es wird zwischen spielweise und stetig arbeitenden Mischern unterschieden. |                          |
| Fahrmischer                             | Für den Transport des Frischbetons vom Herstellerwerk zur Einbaustelle werden Fahrmischer verwendet. Auf ein Lkw-Fahrgestell ist eine Mischtrommel mit Antriebseinheit und Be- und Entladevorrichtung aufgebaut. Während der Fahrt kann die Trommel gedreht werden, um ein Entmischen des Betons zu verhindern. Die Fahrmischer besitzen eine Straßenzulassung. Wegen der einzuhaltenden Achslasten nimmt mit dem Fassungsvermögen der Trommel die Zahl der Fahrzeugachsen zu. Große Fahrmischer werden meist als Vierachser oder Fünfachser und seltener als Sattelauflieger ausgeführt. Auf der Baustelle wird der Beton mit einem Krankübel oder einer Betonpumpe, selten über eine Rutsche oder mit einem Förderband in die Schalung gefördert. |                          |
| Fahrmischer mit Transportband           | Für den Transport des Frischbetons vom Herstellerwerk zur Einbaustelle werden in Skandinavien auch Fahrmischer mit Transportband verwendet. Auf ein Lkw-Fahrgestell ist eine Mischtrommel mit Antriebseinheit und Be- und Entladevorrichtung, sowie ein Förderband oder eine hydraulische Teleskoprutsche aufgebaut. Auf der Baustelle wird der Beton über eine Rutsche oder mit einem Förderband mit Fernbedienung in die Schalung gefördert. Diese Fahrzeuge erwiesen sich in der Vergangenheit als sehr flexible Alternative. |                          |
| Betonpumpe                              | Mit der Betonpumpe wird Frischbeton durch eine stationär verlegte oder durch eine an einem flexibel verstellbaren Verteilermast befestigte Rohrleitung von der Mischanlage oder vom Fahrmischer zur Einbaustelle gefördert. Je nach Ausführung und Leistungsklasse ergeben sich unterschiedliche Förderleistungen und Förderweiten. Betonpumpen können als Fahrzeugaufbau (Autobetonpumpe mit Verteilermast) oder als stationäres Gerät (Baustellenbetonpumpe) hergestellt werden. Fahrmischer können mit einer Betonpumpe und einem Verteilermast zu einer Fahrmischerbetonpumpe kombiniert sein. |                          |
| Silosteller                             | Der Silosteller ist ein LKW mit einem speziell entwickelten Aufbau, welcher für die Logistiklösung zuständig ist um Trockenmaterialsilos zu transportieren. Silosteller gibt es für Taschensilos, Hakenliftsilos, Kettensilos und Picolosilos. | m-tec Taschensilosteller |
| Mörtelpumpe                             | Die Mörtelpumpe besteht aus einem Vorratsbehälter und der Pumpeinheit. Mit ihr wird Trockenmörtel mit Wasser gemischt und anschließend an die Einsatzstelle gepumpt. Der Trockenmörtel kann als Sackware oder aus einem Mörtelsilo zugegeben werden. |                          |
| Spritzbetongerät                        | Das Spritzbetongerät wird entweder hand- oder maschinell geführt und dient zum Verarbeiten von Spritzbeton. Je nachdem, ob das Nassspritzverfahren oder das Trockenspritzverfahren angewendet wird, ergibt sich eine unterschiedliche Bedienung des Gerätes. Beide Spritzverfahren benötigen Druckluft, die mit einem Kompressor erzeugt werden muss. |                          |
| Betonsäge                               | Für das Trennen und das Herstellen von (Schein)Fugen in Beton werden spezielle Betonsägen verwendet. Das Trennblatt wird dabei mit Wasser gekühlt. Haupteinsatzgebiet der Betonsäge liegt im Betonfahrbahnbau, da hier in festen Abständen die Betondecke mit Längs- und Querfugen versehen werden muss, um ein unkontrolliertes Entstehen von Rissen zu vermeiden. |                          |
| Rotationsglätter                        | Der Rotations- oder Flügelglätter glättet die Oberfläche frisch hergestellter Betonböden und Betonfahrbahnen. Es gibt sowohl handgeführte Glättmaschinen als auch Geräte mit Fahrersitz. Die Geräte lassen sich während des Betriebs leicht in jede beliebige Richtung steuern. Es sind Ausführungen mit einem Rotorblatt oder zwei Rotorblättern möglich. |                          |
| Innenrüttler/Außenrüttler               | Rüttler dienen zum Verdichten von Frischbeton. Die Maschine ist im Inneren mit einer Unwucht ausgestattet und setzt somit Vibrationen frei. Durch die Vibration wird der frische Beton zur Bewegung angeregt, wodurch Luft aus dem Beton entweichen und er sich dichter lagern kann. Rüttler können sowohl während des Betoniervorgangs in das zu betonierende Bauteil gehalten werden (Innenrüttler), als auch an die Schalung angebaut sein (Außenrüttler). |                          |
| Vibrationsbohle Rüttelbohle Abziehbohle | Vibrationsbohlen werden zum Glätten, Abziehen und Verdichten von horizontalen Betonflächen eingesetzt. |                          |

### Hebezeuge
Hebezeuge dienen dem vertikalen und horizontalen Transport von Baustoffen und Bauhilfsstoffen sowie Personen auf Baustellen. Hierbei wird zwischen mobilen und stationären Geräten unterschieden. Eine besondere Rolle bei der Gerätewahl spielt die Aufbaugeschwindigkeit und die Anpassung des Gerätes an den Baufortschritt. Entscheidend für die Gerätewahl ist auch die maximal mögliche Hubhöhe und das Lastmoment. Einige Hebezeuge können unterschiedliche Lastaufnahmemittel verwenden.
| Geräteart       | Beschreibung | Bild |
| --------------- | --- | ---- |
| Turmdrehkran    | Der Turmdrehkran hat sich als Standard-Hebezeug im Hochbau durchgesetzt und ist in vielen verschiedenen Aufbauarten denkbar. Zunächst wird zwischen einem oben- oder einem unten drehenden Kran unterschieden, der mit einem Katz-, Nadel-, Teleskop- oder Knickausleger ausgestattet sein kann. Des Weiteren kann das Gerät als Kletterkran ausgeführt sein und zusammen mit dem Baufortschritt erweitert werden. Um den Aufbauaufwand zu verkleinern, wurden so genannte Schnellmontagekräne für kleine Bauaufgaben entwickelt. |      |
| Portalkran      | Der Portalkran besitzt zwei Auflager und kann auf Schienen verfahren werden. Der Hubvergang wird mit einer Laufkatze bewältigt. Dieses Gerät findet häufig Anwendung auf Bauhöfen oder in Fertigteilwerken, kann aber auch auf Montagebauwerken oder in Hallen eingesetzt werden. |      |
| Kabelkran       | Der Kabelkran ist mit dem Portalkran verwandt, überspannt jedoch wesentlich weitere Distanzen. Bestandteile der Konstruktion sind ein Pendelturm und ein Maschinenturm, welche über ein Tragseil verbunden sind. Auf dem Tragseil befindet sich eine Laufkatze, welche vom Maschinenturm aus gesteuert wird. Der Kabelkran eignet sich besonders gut für schwer zugängliche Baufelder oder lange linienartige Baustellen wie etwa Staumauer- oder Seilbahnbaustellen.                                                             |      |
| Fahrzeugkran    | Im Gegensatz zu den oben genannten Geräten kann der Fahrzeugkran (auch Auto- oder Mobilkran genannt) größere Strecken selbstständig zurücklegen und besitzt je nach Ausführung eine Straßenzulassung (Ausnahme Groß- oder Raupenkräne). Das Fahrwerk kann sowohl als Rad- als auch mit Raupenfahrwerk ausgestattet sein. Um die Stabilität während des Hubvorgangs zu verbessern, sind seitliche Abstützungen am Gerät auszufahren.                                                                                               |      |
| Teleskoplader   | Dieses Universalgerät erinnert an einen Radlader, ist jedoch mehr für das Heben von Lasten gedacht. Der Teleskopausleger kann ausgefahren werden und je nach Anforderung mit verschiedenartigen Anbaugeräten versehen werden. Besonders für häufig wechselnde Einsatzorte und geringe Lasten eignet sich der Teleskoplader. |      |
| Bauaufzug       | Für den vertikalen Transport von Personen und Gütern während der Bauzeit können Bauaufzüge eingesetzt werden, die am Ende der Bauzeit wieder abgebaut werden. Es sind dabei unterschiedliche Größen- und Leistungsklassen möglich. Da der Aufzug sich dem Baufortschritt anpassen muss, ist die Konstruktion nach oben hin erweiterbar. |      |
| Minikran        | Für leichte Hubvorgänge über kurze Distanzen eignen sich Minikräne. Sie wurden für ein rationelles und gesundheitsschonendes Mauern entwickelt. Die Minikräne besitzen ein Radlaufwerk und werden mit einer Fernbedienung gesteuert. |      |
| Arbeitsbühne    | Dieses Gerät eignet sich für den vertikalen Transport von Personen an schwer zugänglichen Arbeitsstellen in der Höhe. Es kann des Weiteren von der Bühne aus gesteuert werden und lässt sich zur Lagestabilisierung mit seitlichen Abstützungen versehen. |      |
| Hubarbeitsbühne | Dieses Gerät eignet sich für den horizontal versetzten vertikalen Transport von Personen an schwer zugänglichen Arbeitsstellen in der Höhe und ist auf Anhängern oder Fahrgestellen (Rahmen) von LKW oder Radbaggern montiert. Es wird vom Arbeitskorb aus gesteuert und hat seitlich ausfahrbare Abstützungen. Unten befindet sich zur Bergung liegengebliebener Geräte eine Notsteuereinheit. |      |
| Flaschenzug     | Dieses seit dem Altertum bekannte Hebezeug vereinfacht das Heben von Lasten unter geringem Maschinenaufwand. Der Einsatz erfolgt heute bei kleineren Hebevorgängen, wo die oben genannten Maschinen entweder aus Platzgründen oder aus wirtschaftlichen Gründen nicht eingesetzt werden können. Die Ausstattung mit einem Elektromotor ist möglich. |      |

### Ramm- und Ziehgeräte
Für das Erstellen eines Spundwandverbaus oder einer Trägerbohlwand werden Geräte zum Rammen und Vibrieren von Spundwanddielen und Stahlprofilen benötigt. Diese Geräte werden an ein Trägergerät (meist Raupenbagger) angeschlossen. Die Wahl des passenden Gerätes hängt von den anstehenden Bodenverhältnissen sowie von den Vorgaben bezüglich des Lärmschutzes und den maximal zulässigen Erschütterungen ab.
| Geräteart | Beschreibung | Bild |
| --------- | --- | ---- |
| Ramme     | Mit Hilfe der Ramme lassen sich Spundwände und Stahlträger in den Boden einbringen oder aus diesem herausziehen. Der Antrieb der Ramme kann verschiedenartig ausgebildet sein. Man unterscheidet zwischen Dampframme, Dieselramme, Pressluftramme, Explosionsramme und Vibrationsramme. Die Ramme besteht aus dem Träger- oder Grundgerät und der eigentlichen Ramme. |      |

### Geräte im Verkehrswegebau
Die besonderen Anforderungen an den qualitativ hochwertigen Asphalt- und Betonfahrbahnbau erfüllen dafür speziell entwickelte Geräte zur Verarbeitung und Verdichtung von Asphaltmischgut und Frischbeton. Zur Beseitigung der Hohlräume im Asphalt werden unterschiedliche Walzentypen verwendet.
| Geräteart                                                                                  | Beschreibung | Bild |
| ------------------------------------------------------------------------------------------ | --- | ---- |
| Schwarzdeckenfertiger                                                                      | Für die Herstellung von Asphaltdecken wurden Einbaugeräte entwickelt, die das frische Mischgut aufnehmen und auf der eingestellten Breite verteilen und vorverdichten. Dazu gibt der vom Einbaugerät geschobene Lkw das Mischgut in den Aufnahmekübel. Sowohl Raupen- als auch Radlaufwerke werden genutzt. |      |
| Kompaktasphaltfertiger                                                                     | Sonderform des Schwarzdeckenfertigers mit Raupenfahrwerk. Entwickelt von den Unternehmen Kirchner und Vögele vereint er zwei Einbaugeräte in einer Maschine und ermöglicht die Binder- und Deckschicht in einem Arbeitsgang „heiß auf heiß“ herzustellen. In Serie wird dieser Typ von Dynapac vertrieben und als Kompaktasphaltfertiger bezeichnet. Das später vom Unternehmen Vögele als Alternative entwickelte Verfahren wird abweichend als InLine Pave bezeichnet und setzt dabei auf jeweils zwei separate Fahrzeuge. Der Deckenfertiger fährt hierbei auf der vorverdichteten Binderschicht. Die Mischgutzufuhr erfolgt bei beiden Varianten, aufgrund des Materialbehältereinsatzes mit größerem Fassungsvermögen immer mit Beschicker. Das Bild zeigt die Variante von Dynapac mit davor fahrenden Beschicker. |      |
| Sprühfertiger                                                                              | Eine weitere Sonderform des Schwarzdeckenfertigers. Ausgestattet mit einem Vorratstank mit Sprühanlage für Bitumenemulsionen wird diese Art für Dünnschichten im Heißeinbau und zum konventionellen Einbau mit Vorsprühen eingesetzt. Um den geringen Emulsionvorrat zu erhöhen gibt es Tankeinsätze für den Materialbehälter. Die Mischgutzufuhr erfolgt dann mit Beschicker. |      |
| Betonfertiger Betondeckenfertiger Gleitschalungsfertiger Betondeckengleitschalungsfertiger | Ähnlich dem Schwarzdeckenfertiger erstellt der Betonfertiger Fahrbahnen, jedoch aus dem Baustoff Beton. Moderne Gleitschalungsfertiger sind größer dimensioniert und untergliedern sich in mehrere Arbeitsstationen. Zunächst wird der Frischbeton von der Maschine grob auf der einzubauenden Länge verteilt. Im nächsten Schritt wird die Oberfläche profilgerecht abgezogen und die Anker und Dübel eingelegt. Im letzten Schritt wird schließlich die Oberfläche geglättet. Für den Einbau monolithischer Profile (Bordsteinprofile, Betongleitschutzwände oder Wasserrinnen) im Offset-Verfahren werden ebenfalls auf das Verfahren abgestimmte Gleitschalungsfertiger eingesetzt. |      |
| Brückenfertiger                                                                            | Brückenfertiger werden von der Bauwirtschaft genutzt um gerade als auch geneigte oder gewölbte Flächen aus Schotter, Beton oder Asphalt herstellen. Eingesetzt werden diese Typen vorrangig beim Bau von Steilwandkurven und bei Kanal- und Talsperrenabdichtungen im Wasserbau. Das einzubauende Material wird durch eine mit weggesteuerten Hydraulikzylindern verformbare Bohle abgezogen. Für eine Nachverdichtung werden besonders umgebaute Walzen eingesetzt. |      |
| Straßenfräse                                                                               | Für das Entfernen von Asphalt- oder Betonschichten in Fahrbahnen werden Fräsmaschinen verwendet. Die Fräse besteht aus einer rotierenden Fräswalze im mittleren oder hinteren Bereich. Durch die Fräswalze wird die Fahrbahnschicht abgefräst und das Fräsgut bei größeren Geräten mittels eines Förderbandes auf einen mitfahrenden Lkw verladen. Es wird zwischen Warmfräse und Kaltfräse unterschieden. |      |
| Dreiradwalze                                                                               | Zur Verdichtung einer frisch eingebauten Asphaltschicht kann eine Dreiradwalze eingesetzt werden. Die Verdichtung erfolgt in diesem Fall über das Gewicht des Gerätes. Die „Räder“ der Walze werden als Bandagen bezeichnet und besitzen eine glatte Oberfläche. Zur Erhöhung des Gewichtes können eingebaute Tanks mit Wasser gefüllt werden. Während des Einbaus bitumengebundenen Mischgutes wird das Wasser zur Befeuchtung der Bandagen genutzt. |      |
| Gummiradwalze                                                                              | Ähnlich der Wirkungsweise einer statischen Walze erfolgt die Verdichtung von frischem Asphaltmischgut mit einer Gummiradwalze durch das Gewicht des Gerätes. Jedoch besitzt diese Maschine luftbereifte Räder, deren Luftdruck während des Walzvorgangs eingestellt werden kann. Die Gummiradwalze „knetet“ durch ihre Ausführung die Oberfläche und sorgt so für einen Porenschluss der Asphaltfläche. |      |
| Kombiwalze                                                                                 | Kombiwalzen vereinen die Verdichtungswirkung einer Gummiradwalze und Tandemvibrationswalze in einem Gerät. Eingesetzt werden sie vorrangig beim Einbau von Asphaltbetondecken. |      |
| Tandemvibrationswalze                                                                      | Im Gegensatz zu den oben genannten Walzen erfolgt die Verdichtung mit einer Tandemvibrationswalze (auch Tandemwalze) durch dynamische Bewegungsvorgänge in den Bandagen. Die Bandagen werden mit Hilfe einer Unwucht in Vibration versetzt und geben diese an die unverdichtete Asphaltschicht weiter. Sie können sowohl vorwärts als auch rückwärts arbeiten und besitzen eine Berieselungsanlage zur Benetzung der Bandagen mit Wasser. Am Heck kann ein Splittstreuer angebracht sein, um die Oberfläche des Asphalts abzustumpfen. |      |
| Rampenspritzgerät                                                                          | Das Rampenspritzgerät dient zum Aufbringen von Bindemittel auf Fahrbahnen. Die Maschine besteht aus dem Lkw-Grundgerät und einem Vorratstank mit Heizmöglichkeiten sowie einer in der Höhe und Breite verstellbaren Spritzbalken am Heck. Dessen geregelte Ansteuerung des Spritzbalkens und der Einzeldüsen erfolgt aus dem Fahrerhaus. Eine manuelle Bedieneinrichtung ist auf einer Arbeitsbühne oberhalb des Spritzbalkens angeordnet. |      |
| Bankettfertiger                                                                            | Der Bankettfertiger stellt das Bankett von Straßen her. Er besitzt ein Radlaufwerk und wird an seiner Vorderseite von einem Lkw mit Bankettmaterial versorgt. Im Inneren der Maschine bringen ein Förderband und eine Schnecke das Material zur Einbauvorrichtung. Diese Vorrichtung baut das Bankettmaterial in der festgelegten Breite ein und sorgt für eine Vorverdichtung. |      |
| Beschicker                                                                                 | Ein Beschicker dient als berührungsloses Verbindungselement zwischen Fertigern und den Mischguttransportfahrzeugen. Ursprünglich für den Kompaktasphaltfertiger entwickelt können auch normale Straßenfertiger mit dem Förderband beschickt werden. Durch einen großen Materialbehälter stellt er den ständigen Mischgutnachschub für den einbauenden Fertiger sicher. |      |
| Pflasterverlegemaschine                                                                    | Die Pflasterverlegemaschine vereinfacht die Verlegung großer Pflasterflächen durch eine Steinaufnahmevorrichtung am vorderen Fahrzeugteil, die eine größere Anzahl Pflastersteine gleichzeitig setzt. |      |
| Bodenstabilisierer                                                                         | Der Bodenstabilisierer (auch Bodenfräse) verbessert nicht oder schlecht tragfähige Böden durch das Einmischen von stabilisierenden Zusätzen (beispielsweise Kalk). In der Mitte des Geräts befindet sich die Fräse, die Kalk in den Boden einmischt, der dann mittels Vibrationswalze verdichtet wird. |      |
| Bindemittelstreuer                                                                         | Der Bindemittelstreuer wird im Zuge einer Bodenverbesserung bzw. Bodenverfestigung benötigt, um die erforderliche Menge an hydraulischem Bindemittel dosiert auf dem Planum auszustreuen. |      |
| Kaltmischanlage                                                                            | Die Kaltmischanlage wird hauptsächlich zur Herstellung von hydraulisch gebundenen Tragschichten und beim Kaltrecycling eingesetzt. Dieses Verfahren wird auch als Zentralmischverfahren bezeichnet. |      |
| Gussasphaltkocher                                                                          | Der Gussasphaltkocher dient dazu, Gussasphalt aufzuwärmen und zur Einbaustelle zu transportieren. |      |
| Gussasphaltbohle                                                                           | Die Gussasphaltbohle dient dazu, Gussasphalt maschinell einzubauen und so auch bei großen Bauvorhaben wirtschaftlich zu sein. Die Arbeitsweise gleicht dem eines Betondeckenfertigers, jedoch ohne Verdichtung. |      |
| Wasserwagen                                                                                | Wasserwagen werden im Erd- und Verkehrswegebau dazu eingesetzt, große Flächen zu wässern. Dies geschieht, um die Staubbildung zu vermindern oder um dem Boden eine bestimmte Wassermenge zuzugeben (optimaler Wassergehalt zur Bodenverbesserung). |      |
| Heizmaschine                                                                               | Mit Hilfe der Heizmaschine werden Asphaltbefestigungen auf schonende Weise großflächig erwärmt. Dies ist insbesondere dann erforderlich, wenn alte bzw. beschädigte Verkehrsflächen im Heißrecycling-Verfahren in Stand gesetzt werden sollen. Sie eignet sich jedoch auch zum Trocknen und Vorwärmen von Unterlagen. |      |
| Heißrecycler                                                                               | Heißrecycler werden dazu eingesetzt, Asphaltdeckschichten zu sanieren (sogenanntes Heißrecycling-Verfahren). Bei diesem Verfahren werden die Deckschichten zu 100 % wiederverwendet und fehlende Stoffe wie Splitt oder Bitumen zugegeben. |      |

### Kanal- und Rohrleitungsbaugeräte
Für Bauaufgaben im Kanal- und Rohrleitungsbau wurden spezielle Gerät entwickelt, die einerseits Arbeitssicherheit gewährleisten und auch eine wirtschaftliche Arbeitsweise ermöglichen. Neben den unten genannten Gräten kommen häufig auch noch Verdichtungsgeräte oder Bagger zum Einsatz.
| Geräteart              | Beschreibung | Bild |
| ---------------------- | --- | ---- |
| Grabenfräse            | Die Grabenfräse ist mit einem Raupenfahrwerk ausgestattet und dient als kontinuierlich arbeitendes Erdbaugerät. Aufgrund seiner geringen Aushubbreite liegt ihr Hauptanwendungsgebiet im Graben- oder Kabelbau. Wirtschaftlich gestaltet sich der Einsatz, wenn keine störenden Querleitungen die Arbeit behindern. Das Fräsgut wird seitlich ausgeworfen. Die Grabenfräse ist für leicht bis mittelschwer lösbare Böden geeignet.               |      |
| Verlegepflug           | Mit einem Verlegepflug werden teilflexible Rohre und Kabel ins Erdreich eingepflügt. |      |
| Verbaugerät            | Mit Hilfe des Verbaugerätes lassen sich Gräben sicher abstützen. Das Gerät wird mit einem Hebezeug oder einem Bagger in den Graben gehoben und dient dort zur Aussteifung der Grabenwände. Je nach Grabentiefe und Grabenbreite sind verschiedene Verbaugeräte einzusetzen. |      |
| Schweißraupe           | Die Schweißraupe übernimmt Schweißarbeiten in unwegsamem Gelände. Ihr Anwendungsgebiet liegt im Rohrleitungsbau. Je nach Anforderung sind verschiedene Leistungsklassen vorhanden. |      |
| Rohrleger              | Der Rohrleger ist ein speziell für das Auslegen von Rohrleitungen konzipierter Raupenkran. Der Kranausleger ist bei diesem Gerät seitlich angebracht, sodass die Maschine neben dem Graben stehen kann und dort die Rohrleitung hinablassen kann. |      |
| Horizontalbohrmaschine | Diese Maschine ermöglicht die Verlegung von Leerrohren und Leitungen ohne die Ausführung eines Grabens. Zu diesem Zweck bohrt die Maschine mit Hilfe des Bodenverdrängungsverfahrens zunächst einen Pilotstollen bis zum Zielschacht und führt anschließend eine Aufweitbohrung durch. Vorteil dieses Gerätes ist der rasche und zuverlässige Rohrleitungsbau, auch wenn hinsichtlich der Bohrdurchmesser und Bodenklassen Grenzen gesetzt sind. |      |

### Verdichtungsgeräte
Grundlage für dauerhafte und standsichere Bauwerke und Verkehrswege bilden ausreichend verdichtete Böden. Mit Hilfe der Verdichtungsgeräte werden Porenräume im Boden, welche mit Luft und Wasser gefüllt sind, verringert und so die Tragfähigkeit erhöht und die nachträglichen Setzungen vermindert. Das Verdichtungsverfahren ist abhängig von der anstehenden Bodenart. Es wird dabei zwischen bindigen und nichtbindigen Böden unterschieden. Bindige Böden sind durch knetende und walkende Bewegungsvorgänge zu verdichten, nichtbindige Böden dagegen sind über dynamische Bewegungsvorgänge zu verdichten.
| Geräteart          | Beschreibung | Bild |
| ------------------ | --- | ---- |
| Walzenzug          | Für großflächige Verdichtungsarbeiten im Erdbau werden Walzenzüge verwendet. Sie besitzen vorne eine Walze mit Glatt- oder Schaffußbandage und am Heck eine konventionelle Luftbereifung. Unterhalb des Fahrerhauses befindet sich ein Knickgelenk. Die Verdichtung wird über die Vibrationsarbeit der Bandage erzielt, welche in zwei Frequenzen eingestellt werden kann. Diese Geräte werden aktuell mit einer Vielzahl von elektronischen Verdichtungskontrollsystemen ausgestattet (so genannte flächendeckende dynamische Verdichtungskontrolle). Mit diesem System wird die geleistete Verdichtung dokumentiert und flächenbezogen angezeigt. |      |
| Vibrationsstampfer | Für kleine Verdichtungsaufgaben eignet sich der handgeführte Vibrationsstampfer. Ein Benzin- oder Dieselmotor treibt ein Mehrfeder-Schwingsystem an und dieses überträgt die Kraft auf die Stampfplatte. Aufgrund seiner guten Verdichtungsleistung und seiner geringen Arbeitsbreite wird der Vibrationsstampfer häufig in engen Gräben verwendet. |      |
| Vibrationsplatte   | Dieses Gerät besteht aus einer Vibrationsplatte, die mit einem Unwuchtsschwinger verbunden ist der wiederum von einem Diesel- oder Benzinmotor angetrieben wird. Das Gerät wird handgeführt und besitzt entweder nur einen Vorlauf (eine Bewegungsrichtung) oder einen Vor- und Rücklauf (zwei Bewegungsrichtungen). Je nach Verdichtungsaufgabe kann aus verschiedenen Gerätegrößen ausgewählt werden. |      |
| Duplexwalze        | Zwischen Vibrationsplatte und Walzenzug ordnet sich leistungs- und größenmäßig die Duplexwalze ein. Sie ist ebenfalls handgeführt und besitzt eine oder zwei vibrierende Glattmantelbandagen. |      |
| Grabenwalze        | Für den Einsatz in engen Gräben ist die Grabenwalze gedacht. Dieses Gerät ist eine Weiterentwicklung der Vibrationswalze. Die vier voneinander unabhängig angetriebenen Schaffußbandagen eignen sich besonders gut für bindige Böden. Die Bedienung erfolgt mit einer Infrarot-Fernbedienung, da sich so der Geräteführer nicht im Graben befinden muss, wo er einer erhöhten Unfallgefahr sowie Abgas- und Lärmemission ausgesetzt ist. |      |
| Plattenverdichter  | Plattenverdichter dienen zur Verdichtung von ungebundenen Schichten aus Kies oder Schotter. Besonders für die Verdichtung von Feinplanien ist der Plattenverdichter geeignet. |      |

### Tunnelbaugeräte
In Abhängigkeit vom anstehenden Boden und den Grundwasserverhältnissen werden Maschinen und Bauverfahren für das Auffahren eines Tunnels ausgewählt. Als weiteres Kriterium ist noch die Form des Tunnelquerschnittes zu benennen. Im Wesentlichen wird im Tunnelbau zwischen dem Schildvortrieb, dem Teilschnittvortrieb oder dem Abbau im Sprengvortrieb (auch Neue Österreichische Tunnelbauweise genannt) unterschieden.
| Geräteart            | Beschreibung | Bild |
| -------------------- | --- | ---- |
| Schildvortriebsgerät | Schildvortriebsgeräte nehmen die radialen Drücke des Erdreichs auf und ermöglichen so ein sicheres Arbeiten im Schutz des Schildes. Es werden verschiedene Schilde unterschieden, die in Abhängigkeit von den Boden- und Wasserverhältnissen ausgewählt werden. Bei leicht lösbaren Böden und fehlendem Wasserandrang wird ein Schildvortrieb mit Reiß- und Ladeschaufel gewählt. Bei komplizierteren Boden- und Wasserverhältnissen wird ein Schild mit Schneidrad verwendet. In diesem Fall unterscheidet man Hydroschild, Mix-Schild und Erddruckschild. Um den Wassereinbruch zu verhindern sind die Tunnelröhren mit Druckluft versorgt. |      |
| Teilschnittmaschine  | Für das Bauverfahren im Teilschnittverfahren eignet sich die Teilschnittmaschine. Das Gerät besitzt ein Raupenfahrwerk und einen teleskopier- und schwenkbaren Ausleger. Am Ausleger ist ein rotierender Fräskopf (Rundschaftmeißel) angebracht. Unterhalb des Fräskopfes ist eine Aufnahmeeinrichtung angebracht, welche das abgebaute Material aufnimmt und über ein Förderband zum hinteren Teil der Maschine bringt. Dort fällt das Material anschließend in ein Transportfahrzeug. |      |
| Bohrwagen            | Mit Hilfe des Bohrwagens werden beim Sprengvortrieb Löcher in die Ortsbrust gebohrt, in die anschließend die Sprengladungen eingebracht werden können. Das Gerät fährt mit Luftbereifung an den Einsatzort und wird aus dem Fahrerhaus bedient. Die Löcher werden mittels mehrerer Bohrlafetten gebohrt. |      |
| Tunnelbagger         | Der Tunnelbagger ist speziell für die beengten Arbeitsverhältnisse im Tunnel konstruiert worden und funktioniert ähnlich einem konventionellen Hydraulikbagger mit Raupenfahrwerk. Die Auslegerkinematik ist äußerst platzsparend bemessen, sodass alle Arbeitsvorgänge im Tunnel ausgeführt werden können. |      |

### Kompressorgeräte
Auf Baustellen wird Druckluft für handgeführte Abbruchhämmer, Bohrgeräte und Spritzgeräte sowie für die Druckluftstützung im Tunnelbau verwendet. Je nach benötigtem Volumenstrom werden auf der Baustelle verschiedenen Kompressorgrößen zur Drucklufterzeugung verwendet.
| Geräteart     | Beschreibung | Bild |
| ------------- | --- | ---- |
| Baukompressor | Zur Erzeugung von Druckluft eignet sich der Baukompressor. Das Gerät besteht aus einem Motor, mit dessen Hilfe über Kompressorschrauben Luft verdichtet wird. Der Motor ist bei mobilen Geräten auf einem Einachsfahrgestell montiert. Bei größeren stationären Geräten handelt es sich dagegen um Containeraufbauten. Die Druckluft wird mittels einer Doppelschraube erzeugt, welche die einströmende Luft während der Schraubendrehung verdichtet. |      |

### Reinigungsgeräte
Zur Reinigung von Baustellen werden spezielle Geräte eingesetzt.
| Geräteart    | Beschreibung | Bild |
| ------------ | --- | ---- |
| Kehrmaschine | Kehrmaschinen dienen der Aufnahme von losem Schmutz wie beispielsweise Sand, Erde, Fräsgut und Staub. Sie werden eingesetzt, um Baustellen nach dem Ende der Baumaßnahmen zu reinigen. Des Weiteren verwendet man sie zur Reinigung der Straßenoberfläche im Straßenbau, wenn anschließend eine neue Asphaltschicht auf die Straßenoberfläche aufgebracht werden soll. |      |